# Wodniczek ruwenzorski
Wodniczek ruwenzorski, wodnica ruwenzorska (Micropotamogale ruwenzorii) – gatunek ssaka z rodziny wodnic (Potamogalidae).

## Taksonomia
Gatunek po raz pierwszy naukowo opisali w 1955 roku belgijscy biolodzy – herpetolog Gaston-François de Witte i zoolog Serge Frechkop – na łamach czasopisma Bulletin de l’Institut royal des sciences naturelles de Belgique, nadając mu nazwę Potamogale ruwenzorii. Miejsce typowe to Mutsora (stacja Parku Narodowego Alberta), nad rzeką Talya, u zachodniego podnóża masywu Ruwenzori, na wysokości 1100–1200 m n.p.m., Demokratyczna Republika Konga. Holotyp to skóra i czaszka samca ze zbiorów Królewskiego Instytutu Nauk Przyrodniczych Belgii; okaz typowy zebrany 9 lutego 1953 roku przez de Wittego.
Gatunek monotypowy.

### Etymologia
- Micropotamogale: gr. μικρος mikros ‘mały’[10]; rodzaj Potamogale Du Chaillu, 1860 (wodnica).
- ruwenzorii: góry Ruwenzori, na granicy Demokratycznej Republiki Konga i Ugandy[11].

## Zasięg występowania
Wodniczek ruwenzorski występuje endemicznie w Wielkim Rowie Zachodnim, obejmującym wschodnią Demokratyczną Republikę Konga, zachodnią Ugandę i południowo-zachodnią Rwandę (Park Narodowy Lasu Nyungwe).

## Morfologia
Długość ciała (bez ogona) 130–200 mm, długość ogona 123–150 mm, długość ucha 10–14 mm, długość tylnej stopy 26–29 mm; masa ciała 75–135 g. Wyglądem przypomina dużą ryjówkę. Futro długie, gęste, przypominające sierść wydry. Ogon o długości 10–15 cm. Duże stopy, pomiędzy palcami błona pławna.

## Tryb życia
Zwierzę zamieszkuje pobliża rzek i strumieni. Prowadzi nocny tryb życia. Dzień spędza w wykopanej przez siebie norze, wyścielonej trawą i gałązkami. Wejście do nory znajduje się pod wodą. Wodnica bardzo dobrze pływa i żywi się schwytanymi w wodzie drobnymi zwierzętami. Zjada głównie larwy owadów, robaki, małe ryby, żaby i kraby. Podczas polowania korzysta głównie ze zmysłu dotyku – wibrysów.

## Rozmnażanie
Niewiele wiadomo o rozmnażaniu wodniczka ruwenzorskiego. Na podstawie kilku schwytanych samic z młodymi podejrzewa się, że zwierzęta te rozmnażają się przez cały rok, a miot liczy zazwyczaj 1–2 młode.

## Status zagrożenia
Wodniczek ruwenzorski od 2016 roku jest klasyfikowany przez IUCN jako gatunek najmniejszej troski (LC; ang. least concern); wcześniej uznawano go za gatunek bliski zagrożenia (NT; ang. near threatened). Powodem zmiany statusu jest dość duży obszar występowania (szacowany na około 72 tys. km²), jednak gatunek ten jest słabo poznany i wymagane są dalsze badania w terenie, by potwierdzić jego status. Głównym zagrożeniem dla gatunku jest utrata siedlisk; jest on także narażony na chwytanie w pułapki na ryby zastawiane przez ludzi.